# سقوط بالگرد میل-۱۷ نیروی هوایی هند (۲۰۲۱)
سقوط بالگرد نیروی‌هوای میل-۱۷ هند (انگلیسی: 2021 Indian Air Force Mil Mi-17 crash) بالگرد ترابری که توسط نیروی هوایی هند (IAF) اداره می‌شد، پس از خروج از پایگاه نیروی هوایی سولور بین کوئیمباتور و ولینگتون در تامیل نادو سقوط کرد. این بالگرد حامل ژنرال بیپین راوات فرمانده کل ارتش و ۱۳ نفر دیگر از جمله همسرش مادولیکا روات و کارکنان همراه او بودند.
همه سرنشینان بالگرد به جز یک افسر نیروی‌هوایی در این سانحه کشته شدند.